# Концепция трёх R

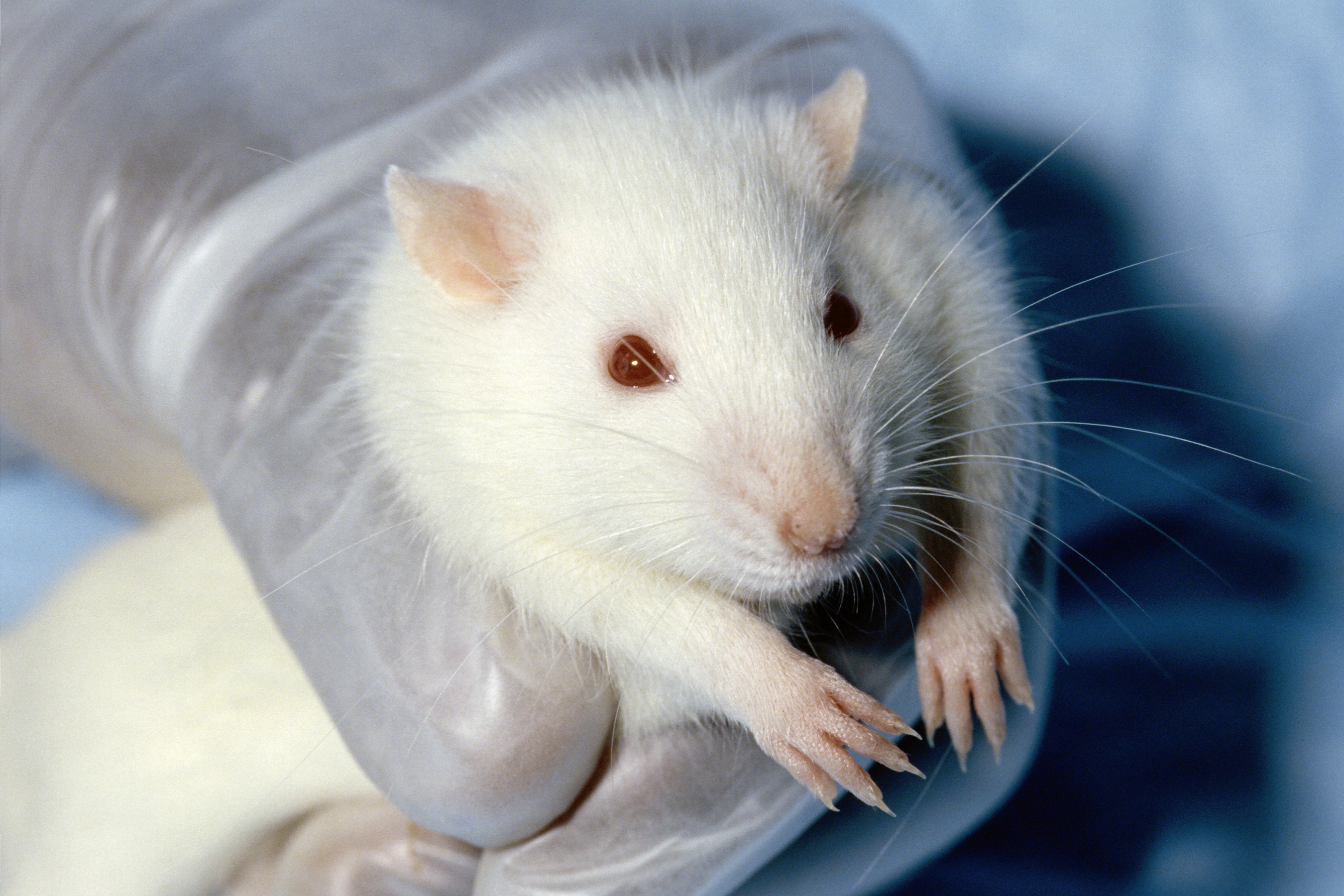
Лабораторная крыса

Три R (3R) (замена (replacement) - сокращение (reduction) - уточнение (refinement)) — руководящие принципы более этичного использования животных в тестировании продуктов и научных исследованиях. Впервые они были описаны У. М. С. Расселом и Р. Л. Берчем в 1959 году. В 3R входит:
1. Замена (Replacement): методы, при которых избегается или чем-то заменяется использование животных в исследованиях
2. Сокращение (Reduction): использование методов, которые позволяют исследователям получать сопоставимые уровни информации от меньшего количества животных или получать больше информации от того же количества животных.
3. Усовершенствование (Refinement): использование методов, которые облегчают или минимизируют потенциальную боль, страдания или дистресс, а также улучшают благополучие используемых животных.

3R не просто поощрение альтернатив испытаниям на животных, эти принципы направлены на улучшение благополучия животных и повышения качества науки там, где использования животных нельзя избежать. В настоящее время 3Rs ассоциируются с методами, позволяющими сократить количество животных и минимизировать их потенциальные боль и страдания в биомедицинских исследованиях.
Методы in vitro считаются более совершенными не только благодаря своей высокой специфичности и точности, но и за счет меньших финансовых затрат и сокращения сроков испытаний. Однако замена тестов для контроля качества партий биологических лекарственных препаратов при выпуске, как правило, затруднительна. Основные препятствия для внедрения альтернативных методов: отсутствие гармонизации регуляторных требований, сложность подтверждения корреляции между методами in vivo и in vitro, в том числе при проведении сравнительных исследований, проблемы при внесении регуляторных изменений и др..

## Замена
Распространённое заблуждение о 3R состоит в том, что они относятся только к замене, однако их область применения гораздо шире.
В оригинальной книге 3R были произвольно ограничены позвоночными. Рассел и Берч оценивали возможность страдания по чувственности (Sentience). Они использовали термин «техника замещения» для любого научного метода, использующего неразумный материал, для замены методов, использующих сознательных живых позвоночных. Этот неразумный материал включал высшие растения, микроорганизмы и многоклеточных эндопаразитов, которые, по утверждениям авторов, имели почти атрофированные нервную и сенсорную системы. Рассел и Берч назвали «сравнительной заменой» возможную замену позвоночных субъектов на беспозвоночных. Рассел и Берч также рассматривали уровни замещения. При «относительном замещении» животные по-прежнему необходимы, хотя во время эксперимента они, вероятно или наверняка, не подвергаются никакому стрессу. При «абсолютной замене» животные вообще не требуются ни на каком этапе.
Стратегии замены включают в себя:
1. Культуры тканей
2. Перфузионные органы
3. Срезы тканей
4. Клеточные фракции
5. Субклеточные фракции

Более поздние интерпретации принципа замещения предполагают предпочтительное использование методов, не связанных с животными, когда это возможно для достижения тех же научных целей, то есть беспозвоночные не считаются подходящей заменой позвоночным. Однако, например, Национальный центр замены, усовершенствования и сокращения животных в исследованиях (NC3R) выступает за использование некоторых беспозвоночных в исследованиях с заменой. Следовательно, термин «замещение» может относиться к использованию предположительно менее разумных видов, как в «относительном замещении».
Рассел и Берч не могли предвидеть некоторые технологии, появившиеся к 2020-м годам. Одна из этих технологий, трёхмерные клеточные культуры, также известная как органоиды или мини-органы, заменила животных в некоторых видах исследований. Учёные из Университета Джонса Хопкинса разработали органоиды мини-мозга, чтобы смоделировать, как COVID-19 может повлиять на мозг. Исследователи использовали органоиды головного мозга, чтобы смоделировать, как вирус Зика нарушает развитие мозга плода. Опухоли — трёхмерные клеточные культуры, полученные из клеток, взятых при биопсии у пациентов-людей — можно использовать для изучения геномики и лекарственной устойчивости опухолей в различных органах. Органоиды также используются при моделировании генетических заболеваний, таких как муковисцидоз, нейродегенеративных заболеваний, таких как болезнь Альцгеймера и Паркинсона, инфекционных заболеваний, таких как MERS-CoV и норовирус, и паразитарных инфекций, таких как Toxoplasma gondii. Органоиды, полученные из клеток человека и животных, также широко используются в фармакологических и токсикологических исследованиях.

## Сокращение
Сокращение относится к методам, которые сводят к минимуму количество животных, используемых для исследования. Рассел и Берч предположили, что сокращения количества используемых животных можно добиться несколькими способами. Одним из основных способов, благодаря которым может произойти значительное сокращение, является правильный выбор стратегии при планировании и выполнении целых направлений исследований. Второй метод заключается в контроле вариаций среди животных, используемых в исследованиях, а третий метод заключается в тщательном планировании и анализе исследований. С появлением, развитием и доступностью компьютеров в статистическом анализе можно использовать большие наборы данных, тем самым уменьшая количество используемых животных. В некоторых случаях, используя ранее опубликованные исследования, можно полностью избежать использования животных, избегая ненужного повторения. Современные методы визуализации в сочетании с новыми методами статистического анализа также позволяют сократить количество используемых животных, например, предоставляя больше информации о каждом животном.

## Усовершенствование
Рассел и Берч писали: «Предположим, что для определённой цели мы не можем использовать методы замещения. Предположим, мы договорились, что будем использовать все средства теории и практики, чтобы свести к минимуму количество животных, которых мы должны использовать. Именно в этот момент начинается усовершенствование, и его цель состоит в том, чтобы просто свести к абсолютному минимуму количество страданий, причиняемых тем животным, которые все ещё используются». Методы усовершенствования могут включать:
- Неинвазивные методы
- Адекватная анестезия и анальгетики для облегчения боли
- Обучение животных добровольному участию в процедурах (например, в заборе крови), чтобы они лучше контролировали процедуру, уменьшали стресс.
- Предоставление подходящего для вида жилья и обогащение окружающей среды, которые отвечают физическим и поведенческим потребностям животных (например, предоставление возможностей для гнездования грызунов).

Определение усовершенствования развилось из определения, данного Расселом и Берчем. Принцип был усовершенствован Тацудзи Номурой, директором Центрального института экспериментальных животных в Японии. К 2020-м годам общепринятым является новое определение: это любой подход, который позволяет избежать или свести к минимуму реальную или потенциальную боль, дистресс и другие неблагоприятные эффекты, испытываемые в любой момент жизни животных, и который улучшает их благополучие. Усовершенствование охватывает не только прямой вред, связанный с использованием животных, но и косвенный или случайный вред, связанный с разведением, транспортировкой, содержанием и животноводством.

## Сравнение методовin vivoиin vitro
При контроле качества традиционных вакцин (дифтерия, столбняк, коклюш) тесты in vivo ранее преобладали из-за ограниченности методов in vitro. Современные иммунохимические и клеточные технологии теперь позволяют точнее оценивать параметры качества. Ключевые проблемы тестов in vivo:
- Высокая вариабельность (напр., тест активности вакцины против бешенства допускает разброс 25-400% против 93-107% при использовании иммуноферментного анализа)
- Этические вопросы (причинение боли и страданий лабораторным животным)
- Экономическая неэффективность (более дорогостоящие, тесты длятся недели/месяцы)
- Ложные результаты при контроле на наличие посторонних вирусов при характеристике банков клеток и внутрипроизводственном контроле партий биологических лекарственных препаратов (метод секвенирования нового поколения NGS демонстрирует бо́льшую чувствительность, чем в испытаниях in vivo)

Методы in vitro обеспечивают:
- Более строгий контроль производственного процесса
- Снижение ложноположительных результатов
- Соответствие принципам 3R (Replacement, Reduction, Refinement)

Хотя альтернативные методы активно развиваются, их применение ограничено случаями, когда модели in vitro не обеспечивают достаточной прогностической ценности для оценки  из-за сложности моделирования системного действия препаратов и требований регуляторных органов к подтверждению безопасности, что требует сохранения тестов на животных.

## Методыin silicoв реализации принципов 3R
Методы машинного обучения (ML) и компьютерного моделирования (in silico), такие как анализ зависимостей «структура–активность»,  является важным инструментом реализации принципов 3R и играют ключевую роль в оценке безопасности фармакологически активных веществ на ранних стадиях разработки лекарственных препаратов.  Использование этих методов позволяет прогнозировать потенциальные токсические и побочные эффекты, метаболизм, взаимодействие с мишенями и другие фармакокинетические и фармакодинамические характеристики, что значительно сокращает риски и затраты на дальнейшие доклинические и клинические исследования. Обзор современных методов in silico, включая регрессионные и классификационные подходы, а также сравнение консенсусным методом и нейросетевыми моделями показал, что искусственные нейронные сети являются наиболее перспективным и эффективным методом для компьютерного прогнозирования токсикологических и фармакокинетических характеристик (ADMET - Absorption, Distribution, Metabolism, Excretion, Toxicity) лекарственных соединений. Нейросетевые модели превосходят другие методы по точности прогноза, особенно для таких параметров, как канцерогенность, генотоксичность, проникновение через гематоэнцефалический барьер, всасываемость в желудочно-кишечном тракте и печеночный клиренс. Это делает их ценным инструментом для доклинических исследований, позволяя сократить затраты времени и ресурсов на экспериментальные испытания.

## История
В 1954 году Федерация университетов по защите животных (UFAW) решила спонсировать систематические исследования прогресса гуманных лабораторных методов. В октябре того же года Уильям Рассел, известный молодой зоолог, и Рекс Берч, микробиолог, получили назначение и начали систематическое изучение лабораторных методов в их этических аспектах. В 1956 году они подготовили общий отчёт для комитетов Федерации, и этот отчёт лёг в основу книги, которая была завершена в начале 1958 года. Большую часть времени они работали со специальным Консультативным комитетом под председательством профессора Питера Медавара.
В качестве вклада в празднование столетия «Происхождения видов» все цитаты в начале каждой главы взяты из работ Чарльза Дарвина.

## Современное состояние вопроса
По состоянию на 2025 год испытания in vivo применяются на разных этапах жизненного цикла биологических лекарственных препаратов: разработка (оценка биологических свойств и безопасности), внутрипроизводственный, выпускающий, регистрационный и пострегистрационный контроли (оценка критических показателей качества (critical quality attribute, CQA), таких как активность и безопасность). Важность замены тестов in vivo признана европейскими и международными регуляторными органами. В поддержку реализации программы 3Rs опубликовано несколько нормативных документов .
В 2019 г. Экспертный комитет по биологической стандартизации (Expert Committee on Biological Standardisation, ECBS) предложил проект по пересмотру документов, касающихся биологических лекарственных препаратов, чтобы гармонизировать их с положениями концепции 3Rs и таким образом ускорить внедрение разработанных и научно обоснованных методов in vitro на этапе контроля качества при выпуске.
В 2024 г. из Европейской фармакопеи исключены 3 общие главы, описывающие испытания на животных, такие как 2.6.8. «Пирогены» (испытания на кроликах), 2.6.10. «Гистамин» (испытания на морских свинках) и 2.6.11. «Депрессорные вещества» (испытания на кошках). Вместе с исключением общей главы 2.6.9. «Аномальная токсичность» в 2017 г., из Европейской фармакопеи исключены все общие испытания по оценке безопасности биологических лекарственных препаратов на животных. Данное решение вступит в силу с 1 января 2026 г. Программа биологической стандартизации Европейской фармакопеи, в рамках которой проводятся исследования по валидации новых фармакопейных методов и созданию референтных препаратов для контроля качества биологических лекарственных средств, содействует применению подхода 3Rs. До настоящего времени 25 проектов из 170 были посвящены разработке или внедрению альтернативных методов без использования животных. В Европейскую фармакопею в 2019 г. включена общая глава 5.2.14 «Замена метода(ов) in vivo методом(ами) in vitro для контроля качества вакцин» (10-е издание), а также соответствующие главы были включены в Британскую фармакопею (2019 г.) и Фармакопею Евразийского экономического союза (2024 г.).

## Международные и национальные организации, занимающиеся реализацией концепции 3Rs
Принципы 3Rs включены в нормативные акты и руководства по проведению исследований на животных. Данный подход отражается в рекомендациях ВОЗ, международных документах, таких как Европейская директива 2010/63/EU, ряде национальных законодательных актов, правилах и руководствах, действующих по всему миру.
- Рабочая группа по вакцинам Европейского директората по качеству лекарственных средств и здравоохранению (European Directorate for the Quality of Medicines and Healthcare's Vaccines Working Group (EDQM))
- Национальный центр Великобритании по замене и сокращению животных в исследованиях (National Centre for the Replacement, Refinement and Reduction of Animals in Research, NC3Rs)
- Европейская референс-лаборатория по альтернативным методам испытаний на животных (European Union Reference Laboratory for alternatives to animal testing (EURL ECVAM))
- Европейская сеть лабораторий по валидации альтернативных методов (European Union Network of Laboratories for the Validation of Alternative Methods (EU-NETVAL))
- Национальный институт здравоохранения, США (National Institutes of Health (NIH), USA)
- Межведомственный центр по оценке альтернативных токсикологических методов, США (Interagency Center for the Evaluation of Alternative Toxicological Methods (NICEATM), USA)
- Индийская фармакопейная комиссия по замене испытаний in vivo (Indian Pharmacopoeia Commission (IPC) on replacement of in vivotesting)
- Китайский центр развития сельских технологий Министерства науки и технологий (China Rural Technology Development Centre of the Ministry of Science and Technology of the People’s Republic of China)
- Национальный консультативный комитет по исследованиям на лабораторных животных, Сингапур (National Advisory Committee for Laboratory Animal Research (NACLAR), Singapore)
- Международный исследовательский проект Консорциума VAC2VAC (International research project of the VAC2VAC Consortium)
- Ассоциация по оценке безопасности без использования животных при Обществе защиты животных (Animal-Free Safety Assessment Association (AFSA), Humane Society International (HSI))

## Критика
Критика принципов связана с пониманием и реализацией различных аспектов подхода. Разные заинтересованные стороны (например, экспериментаторы на животных, представители учреждений, политики, активисты и общественность) могут по-разному интерпретировать 3R. Принципы при этом не затрагивают некоторые вопросы, сосредоточены на гуманном обращении с животными, а не на этике их использования.
Отмечается, что продвижение принципов не привело к сокращению количества животных, используемых в экспериментах. Однако эта критика может быть результатом неправильного понимания принципа «сокращение» — он касается не абсолютного сокращения количества используемых животных, а сокращения количества животных, используемых в одном исследовании. Трудно оценить количество животных, не используемых в научных процедурах в результате методов замены или сокращения, но количество проводимых медицинских исследований растёт быстрее, чем количество используемых животных.
В обзоре десятков статей, посвященных мышам в продолжительных экспериментах с болью, исследователи обнаружили, что в них не было упоминаний 3R, что может говорить о том, что исследователи не знают об этих принципах или равнодушны к ним. После обзора качества экспериментального дизайна в опубликованных журнальных статьях среди прочего было обнаружено, что использование принципов 3R и отчёты об этом были спорадическими. В результате в 2010 году были разработаны и опубликованы рекомендации ARRIVE (Animal Research: Reporting of In Vivo Experiments) — список из 20 пунктов, которые должны быть указаны в публикациях, описывающих научные исследования с использованием животных. Многие журналы стали требовать от авторов соблюдения рекомендаций ARRIVE при подготовке рукописей, но последующий обзор, опубликованный в 2014 году, показал, что уровень отчётности по некоторым элементам исследований по-прежнему остаётся низким.
В ходе опроса португальских учёных, недавно прошедших обучение по 3R, исследователи обнаружили, что «на удивление большое количество исследователей не знали о принципе 3R, даже те, кто работал с животными более 10 лет». Обучение 3R «не изменило представления о текущих и будущих потребностях в использовании животных в исследованиях», но расширило знания о применении 3R. Авторы обнаружили, что проводимое ими обучение «по-видимому, мало влияет на принятие исследователями замещающих альтернатив использованию животных».